# 多花蒿
多花蒿（学名：Artemisia myriantha）为菊科蒿属的植物。分布于泰国、不丹、缅甸、印度、尼泊尔、克什米尔以及中国大陆的云南、青海、甘肃、贵州、山西、广西、四川等地，生长于海拔1,000米至2,800米的地区，多生在山坡以及路旁与灌丛中，目前尚未由人工引种栽培。

## 别名
蒿枝（四川），苦蒿、黑蒿（云南）

## 异名
- Artemisia myriantha Wall. ex Bess. var. pleiocephala (Pamp.) Y. R. Ling
- Artemisia pleiocephala Pamp.